# テクサーカナ (アーカンソー州)
テクサーカナ（英: Texarkana）は、アメリカ合衆国アーカンソー州の都市。ミラー郡の郡庁所在地である。テキサス州とアーカンソー州の州境、ステートライン・アベニューを隔ててテキサス州テクサーカナ市があり、実質的に2つ合わせて1つの都市として機能している。
2010年国勢調査による人口は29,919人だった。州内ではホットスプリングスに次いで第12位である。テキサス州のボウイ郡とアーカンソー州のミラー郡を併せたテクサーカナ (テキサス州)・テクサーカナ (アーカンソー州)都市圏の主要都市であり、テキサス州テクサーカナと合わせた人口は67,784人、総面積は70.35 平方マイル (182 km2) である。
テクサーカナという名前は、テキサス（Texas）、アーカンソー（Arkansas）、ルイジアナ（Louisiana）を合成した語だと考えられている。ただしルイジアナ州境までは数10km離れている。

## 地理
テクサーカナは北緯33度25分59秒 西経94度1分14秒 / 北緯33.43306度 西経94.02056度 (33.433075, -94.020514)に位置している。
アメリカ合衆国国勢調査局に拠れば、郡域全面積は42.65平方マイル (110.5 km2)であり、このうち陸地42.45平方マイル (109.9 km2)、水域は0.2平方マイル (0.52 km2)で水域率は0.47%である。

### 気候
この地域の気候は暑く湿度の高い夏と、概して温暖または冷涼な冬で特徴付けられる。ケッペンの気候区分に拠れば温暖湿潤気候、略号は "Cfa" である。

## 人口動態
以下は2000年国勢調査による人口統計データである。
| 基礎データ - 人口: 26,448 人 - 世帯数: 10,384 世帯 - 家族数: 7,040 家族 - 人口密度: 320.6人/km2（830.5 人/mi2） - 住居数: 11,721 軒 - 住居密度: 142.1軒/km2（368.1 軒/mi2） 人種別人口構成 - 白人: 65.93% - アフリカン・アメリカン: 31.00% - ネイティブ・アメリカン: 0.48% - アジア人: 0.50% - 太平洋諸島系: 0.03% - その他の人種: 0.61% - 混血: 1.46% - ヒスパニック・ラテン系: 1.78% 年齢別人口構成 - 18歳未満: 25.9% - 18-24歳: 10.1% - 25-44歳: 28.5% - 45-64歳: 21.5% - 65歳以上: 14.0% - 年齢の中央値: 35歳 - 性比（女性100人あたり男性の人口） - 総人口: 92.0 - 18歳以上: 87.0 | 世帯と家族（対世帯数） - 18歳未満の子供がいる: 32.5% - 結婚・同居している夫婦: 45.3% - 未婚・離婚・死別女性が世帯主: 18.7% - 非家族世帯: 32.2% - 単身世帯: 28.3% - 65歳以上の老人1人暮らし: 11.6% - 平均構成人数 - 世帯: 2.45人 - 家族: 2.99人 収入と家計 - 収入の中央値 - 世帯: 31,343米ドル - 家族: 37,157米ドル - 性別 - 男性: 35,204米ドル - 女性: 21,731米ドル - 人口1人あたり収入: 17,130米ドル - 貧困線以下 - 対人口: 21.7% - 対家族数: 17.2% - 18歳未満: 33.0% - 65歳以上: 15.7% |

## 行政

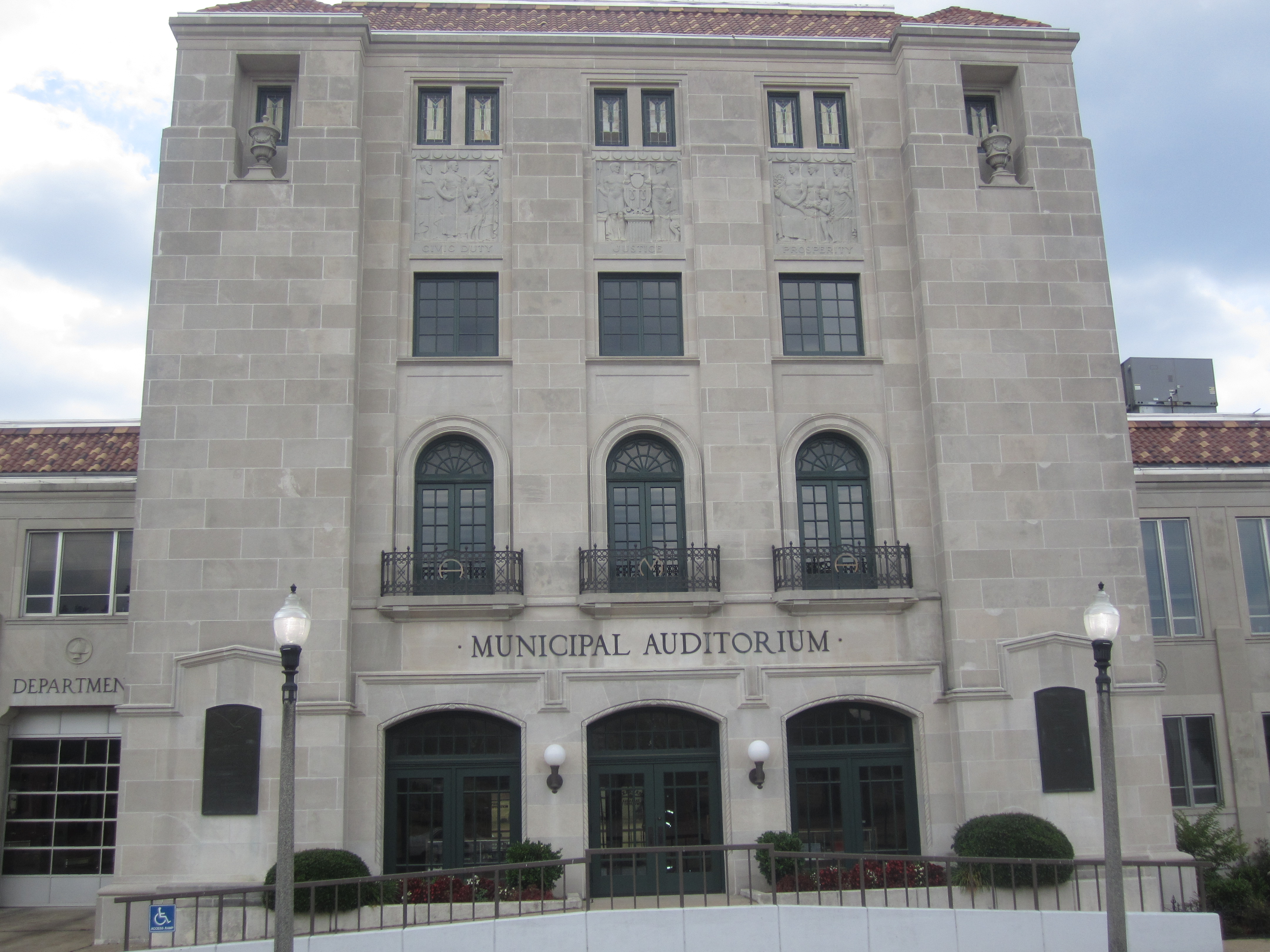
市民公会堂は市役所複合ビルに入っている

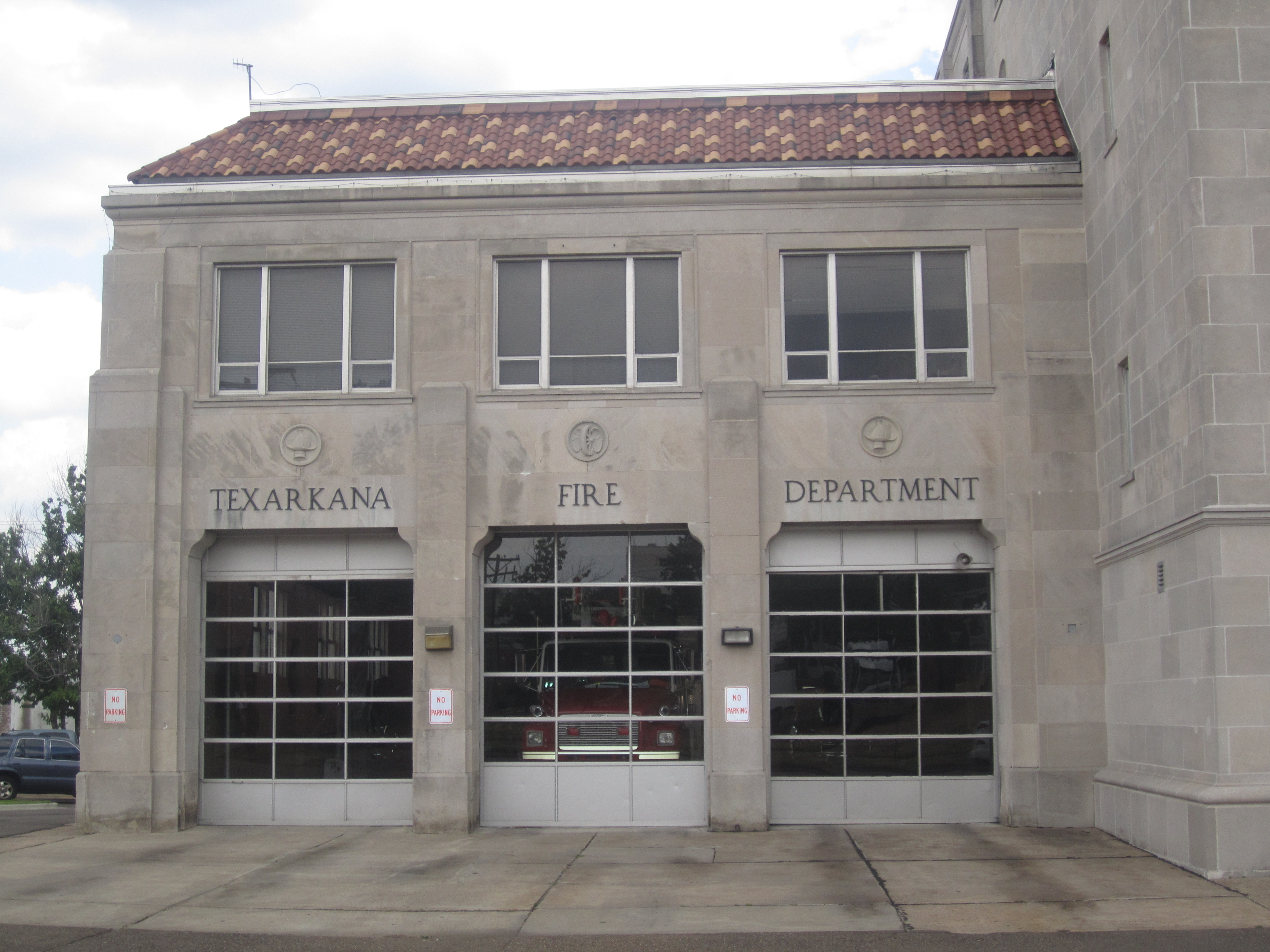
テクサーカナ消防署、市民公会堂の隣にある

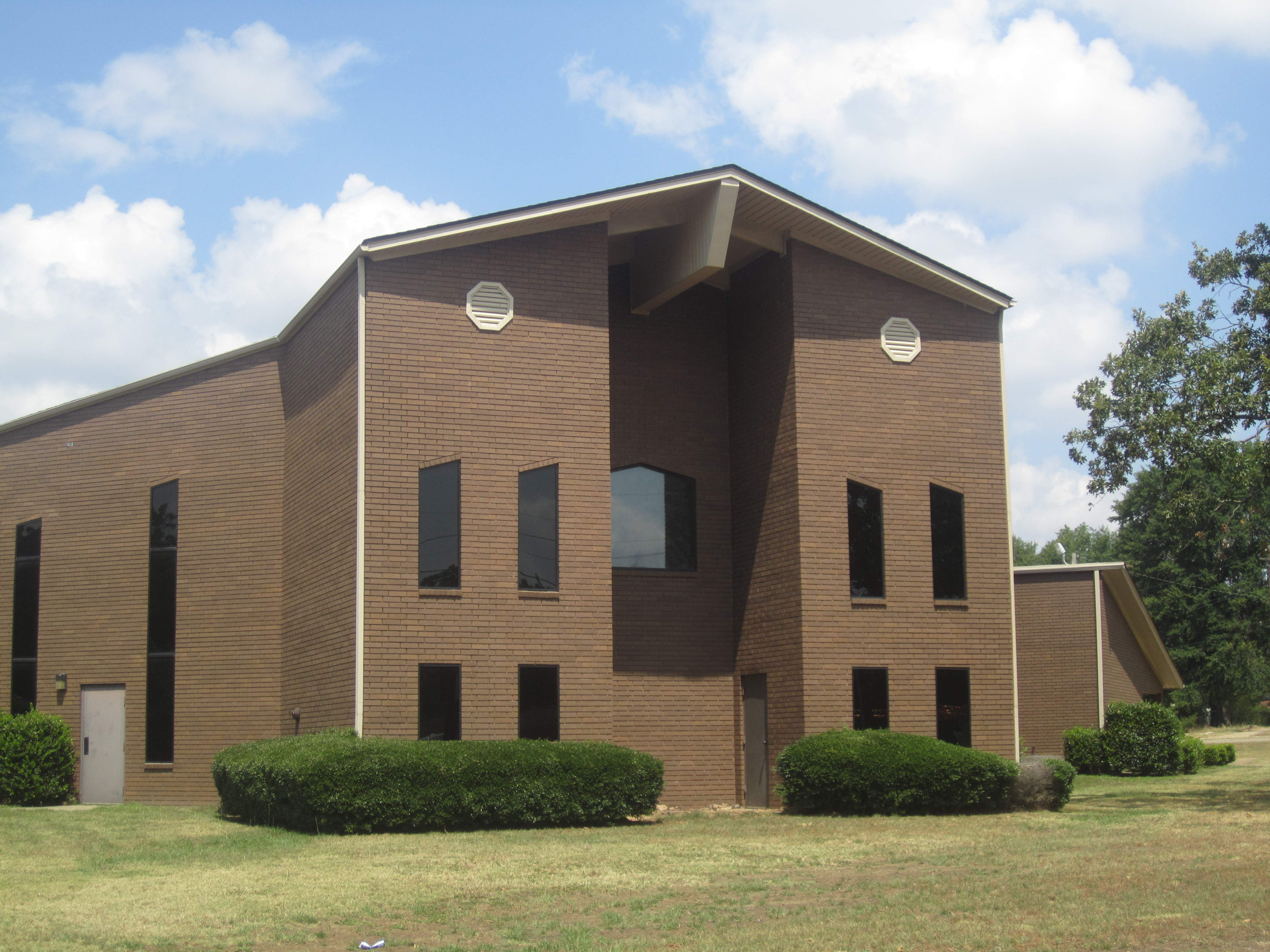
ハイランド・チャーチズ・オブ・クライスト教会

アーカンソー州矯正省がテクサーカナ市内にあるテクサーカナ地域矯正センターを運営している。
アーカンソー州民でその恒久的住宅がアーカンソー州テクサーカナ市域にある者は、アーカンソー州の個人所得税を免除される。
連邦政府裁判所ビルがテキサス州とアーカンソー州の州境に跨って建っている。このように州境に跨る連邦政府の建物はこれだけである。中には市内唯一の郵便局も入っている。

## 主要雇用主
テクサーカナ市の2009年包括的財務報告書に拠れば、市内の主要雇用主は次の通りである
| 順位 | 雇用主                                 | 従業員数 |
| ---- | -------------------------------------- | -------- |
| 1    | レッド川陸軍貯蔵庫とテナント           | 7,200    |
| 2    | クリスタス・セントミカエル・ヘルスケア | 1,883    |
| 3    | クーパー・タイヤ&ラバー・カンパニー    | 1,700    |
| 4    | ドムター                               | 1,300    |
| 5    | ウォルマート                           | 1,100    |
| 6    | インターナショナル・ペーパー           | 925      |
| 7    | ウォドリー地域医療センター             | 850      |
| 8    | テクサーカナ独立教育学区               | 795      |
| 9    | テクサーカナ・アーカンソー教育学区     | 78       |
| 10   | サザン冷凍輸送                         | 750      |

## 交通
- テクサーカナ・ユニオン駅
- テクサーカナ地域空港

## 教育
初等中等の公共教育は、下記2つの教育学区が担当している。
- テクサーカナ・アーカンソー教育学区、学区内の高校はアーカンソー高校[6]

- ジェノア中央教育学区、学区内の高校はジェノア中央高校

私立学校としては、バプテスト系列のトリニティ・クリスチャン学校があり、幼稚園から12年生まで教えている。

## 著名な出身者
- マイク・ハッカビー、アーカンソー州知事、ビーチ通り第一バプテスト教会牧師（1986年-1992年）、2008年アメリカ合衆国大統領選挙で共和党の指名を争った[7]
- スコット・ジョプリン、音楽家、作曲家、ラグタイム王と呼ばれた)
- ジェフ・キース、ロックバンドテスラのリードボーカル
- コンロン・ナンカロウ、革新的作曲家、自動ピアノのための作品群で知られる
- ドン・ロジャース、NFLアメリカンフットボール選手、クリーブランド・ブラウンズ